# Brzan
Brzan (cyr. Брзан) – wieś w Serbii, w okręgu szumadijskim, w gminie Batočina. W 2011 roku liczyła 1754 mieszkańców.